# Liste der Kulturdenkmale in Konstanz

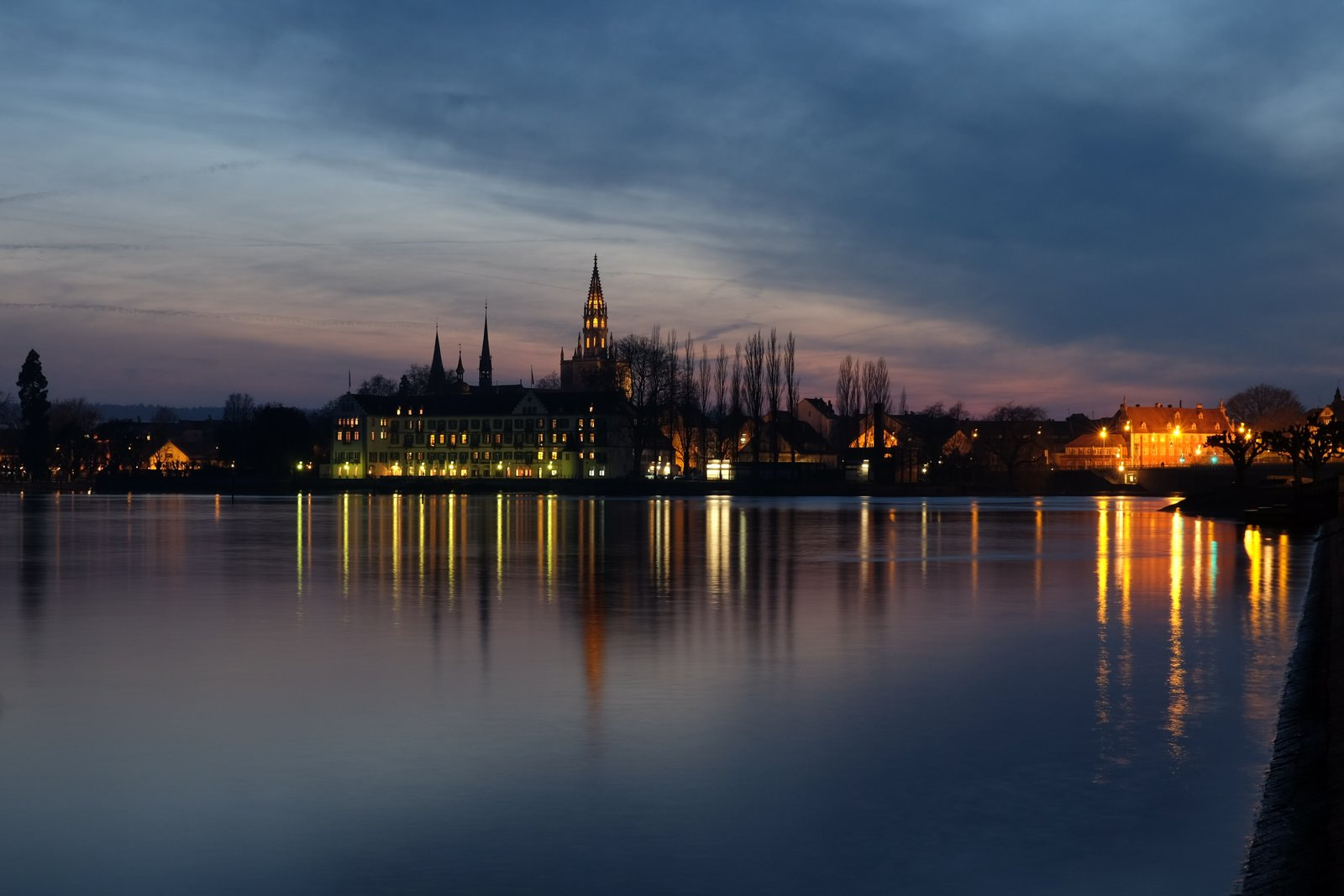

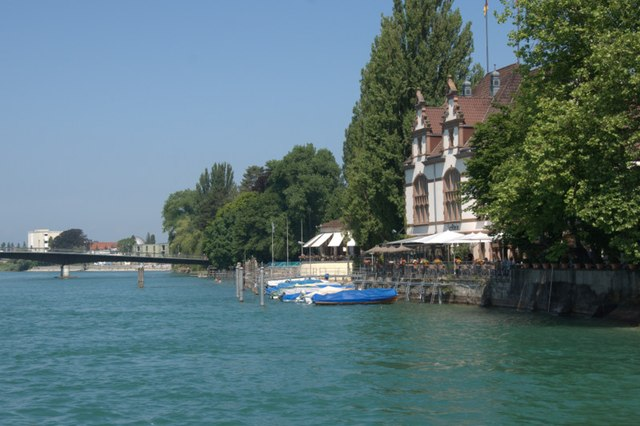

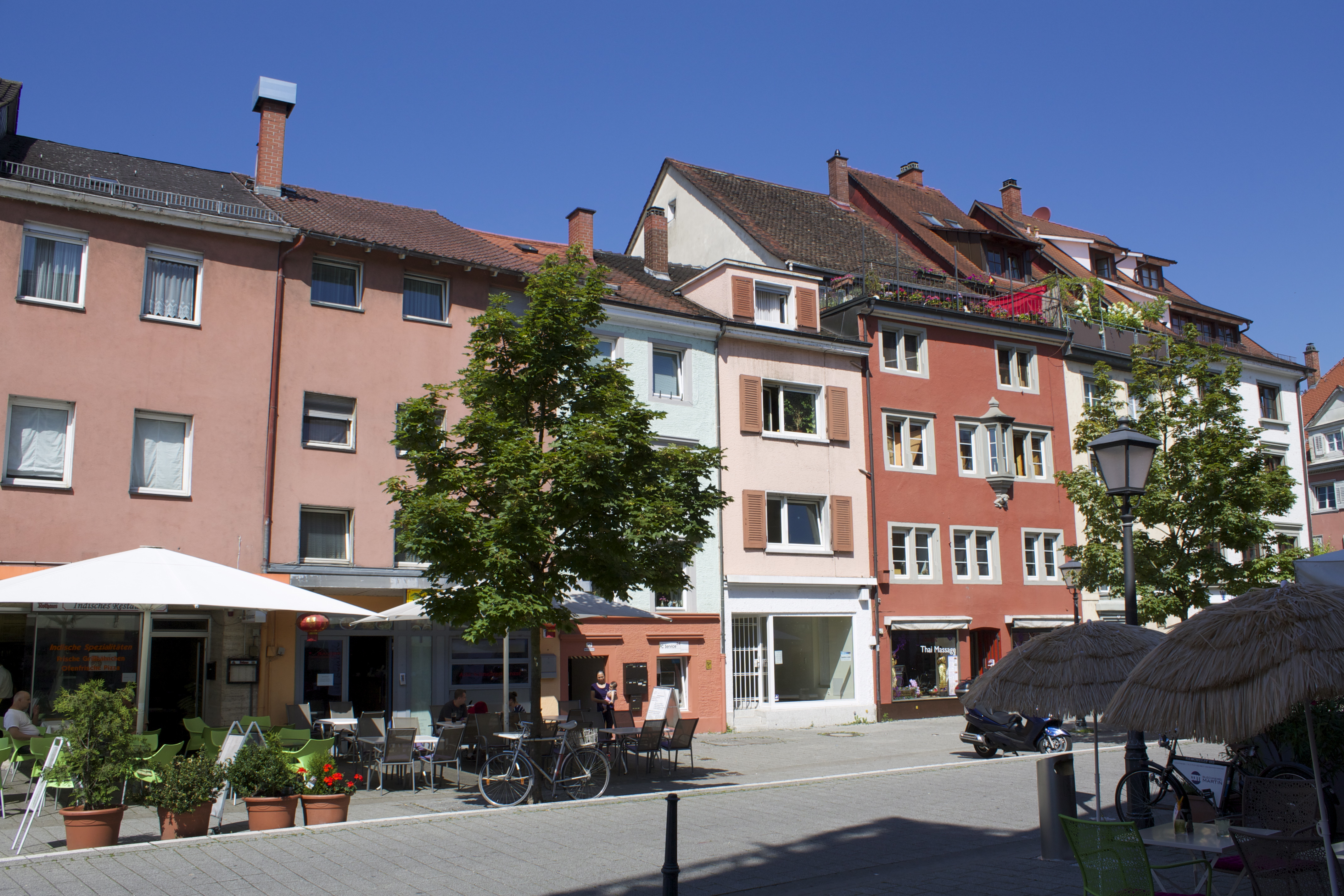

In der Liste der Kulturdenkmale in Konstanz sind Bau- und Kunstdenkmale der Stadt Konstanz verzeichnet, die im „Verzeichnis der unbeweglichen Bau- und Kunstdenkmale und der zu prüfenden Objekte“ des Landesamts für Denkmalpflege Baden-Württemberg verzeichnet sind. Dieses Verzeichnis ist nicht öffentlich und kann nur bei „berechtigtem Interesse“ eingesehen werden. Die folgende Liste ist daher nicht vollständig.

## Allgemein
- Bild: Zeigt ein ausgewähltes Bild aus Commons, „Weitere Bilder“ verweist auf die Bilder im Medienarchiv Wikimedia Commons.
- Bezeichnung: Nennt den Namen, die Bezeichnung oder die Art des Kulturdenkmals.
- Lage: Straßenname und Hausnummer oder Flurstücknummer des Kulturdenkmals, gegebenenfalls auch den Ortsteil. Die Grundsortierung der Liste erfolgt nach dieser Adresse. Der Link (Karte) führt zu verschiedenen Kartendiensten mit der Position des Kulturdenkmals. Fehlt dieser Link, wurden die Koordinaten noch nicht eingetragen. Sind diese bekannt, können sie über ein Tool mit einer Kartenansicht einfach nachgetragen werden. In dieser Kartenansicht sind Kulturdenkmale ohne Koordinaten mit einem roten bzw. orangen Marker dargestellt und können durch Verschieben auf die richtige Position in der Karte mit Koordinaten versehen werden. Kulturdenkmale ohne Bild sind an einem blauen bzw. roten Marker erkennbar.
- Datierung: Baubeginn, Fertigstellung, Datum der Erstnennung oder grobe zeitliche Einordnung entsprechend des Eintrags in der zuständigen Denkmaldatenbank (Landesamt für Denkmalpflege Baden-Württemberg).
- Beschreibung: Kurzcharakteristik des Kulturdenkmals.

## Gesamtanlagen

### Gesamtanlage Altstadt
Die Gesamtanlage Altstadt Konstanz weist einen dichten mittelalterlichen Baubestand mit vielen Einzeldenkmälern auf.
Der räumliche Bereich der geschützten Gesamtanlage wird durch folgende Linie (Beschreibung im Uhrzeigersinn) begrenzt: im Norden vom südlichen Rheinufer; im Osten von der Konzilstraße einschließlich „der Insel“ und der Flurstücke Nr. 527/1 und 527/2 vom „Bahnhofplatz, der Bodanstraße und der Wiesenstraße; im Süden von der Otto-Raggenbass-Straße und der Schwedenschanze; im Westen von der Süd- und Westgrenze des Flurstücks Nr. 650, den Westgrenzen der Flurstücke Nrn. 654/1 und 654/2, der Straße „Zur Laube“, von der „Oberen Laube“ und der „Unteren Laube“ bis zum Pulverturm.“ Der Denkmalpflegerische Werteplan befindet sich noch in Erstellung. (Stand: 2020)
Die weit ausgedehnte Altstadt von Konstanz ist das bedeutentste mittelalterliche Stadtensemble in Baden-Württemberg. Sie reicht vom Rhein im Norden bis zur Vorstadt Stadelhofen an der Schweizer Grenze im Süden. Die Laube im Westen ist ein breiter Boulevard in der ehemaligen Grabenzone der westlichen Stadtbefestigung. Im Bereich des Münsterhügels befand sich eine römische Siedlung. Entlang der heutigen Hussenstraße, Wessenbergstraße und Rheinstraße verlief eine antike Wegverbindung. Zahlreiche Kirchen, Klöster, Klosterhöfe, Domherrenhöfe, Adelssitze und Zufthäuser sind in der Blütezeit der Stadt im späten Mittelalter entstanden. Ab dem 14. Jahrhundert wird Konstanz als Reichsstadt genannt. 1548 fiel Konstanz als Folge des Schmalkaldischen Kriegs an Vorderösterreich und wurde Provinzstadt. Der wirtschaftlichen Niedergang versetzte die mittelalterliche Stadt in einen Dornröschenschlaf. Im 19. Jahrhundert wurde der mittelalterlicher Befestigungsring geschleift, das Seeufer durch den Eisenbahnbau verändert und zahlreiche mittelalterliche Bauten abgerissen. Den zentralen Bereich der Altstadt bildet der Münsterhügel. Hierum liegen ehemaliger Klöster und Domherrhöfe sowie Patrizierthäuser wie das Gesellschaftshaus "zur Katz". An der Nord-Süd-Straßenachse der Hussen- und Wessenbergstraße reihen sich Kaufmanns und Patriezierhäuser. Der Niederburg genannte Bereich nördlich des Münsters ist durch Handwerker- und Wohngebäude dominiert. Südlich des Münsters befinden sich traditionelle Handelsplätze wie Marktstätte, Obermakr und Fischmarkt. Der südliche Altstadtbereich wie die Neugasse und die Vorstadt Stadelhofen wurden erst am Ende des Mittelalters besiedelt.

## Einzeldenkmale nach Stadtteilen

### Altstadt
Wegen der großen Anzahl von Kulturdenkmalen wurde die Denkmalliste in Teillisten von Norden nach Süden untergliedert.
| Altstadtbereich                                                                                    | Liste             | Bild eines Kulturdenkmals |
| -------------------------------------------------------------------------------------------------- | ----------------- | ------------------------- |
| Niederburg und nördliche Altstadt innerhalb der ehemaligen Stadtbefestigung                        | Niederburg        |                           |
| Mittlere Altstadt südlich der Katzgasse und des Münsterplatzes                                     | Mittlere Altstadt |                           |
| Südliche Altstadt, Stadtwerweiterung südlich Paradiesstraße, Obermarkt, Kanzleistraße, Marktstätte | Südliche Altstadt |                           |
| Vorstadt Stadelhofen südlich der Bodanstraße                                                       | Stadelhofen       |                           |

### Paradies
In dieser Liste werden die Kulturdenkmale des Paradies westlich Untere Laube und Obere Laube aufgeführt. Politisch gehören die östlichen Teile des Paradies zur Altstadt.

### Allmannsdorf
| Bild           | Bezeichnung | Lage                     | Datierung | Beschreibung | ID |
| -------------- | ----------- | ------------------------ | --------- | ------------ | -- |
| Weitere Bilder | St. Georg   | Mainaustraße 159 (Karte) |           | [ 4 ]        |    |

### Dettingen
| Bild | Bezeichnung       | Lage                               | Datierung | Beschreibung             | ID |
| ---- | ----------------- | ---------------------------------- | --------- | ------------------------ | -- |
|      |                   | Kapitän-Romer-Straße 6 (Karte)     |           | Geschützt nach § 2 DSchG | BW |
|      |                   | Kapitän-Romer-Straße 11 (Karte)    |           | Geschützt nach § 2 DSchG | BW |
|      | Kirche St. Verena | Kirchplatz 4 (Karte)               |           | Geschützt nach § 2 DSchG | BW |
|      | Ronhauserhof      | Staatsdomäne Ronhauser Hof (Karte) |           | Geschützt nach § 2 DSchG | BW |

### Dingelsdorf
| Bild | Bezeichnung                               | Lage                        | Datierung | Beschreibung | ID           |
| ---- | ----------------------------------------- | --------------------------- | --------- | --- | ------------ |
|      |                                           | Brotgasse 1 (Karte)         |           | Geschützt nach § 2 DSchG |              |
|      | Sommerhaus ""Moroshito"" von Paul Stohrer | Fliesshornstraße 41 (Karte) |           | zeittypische Bau aus Stahlbeton, Glas und Welleternit, asymmetrisches Dach mit strahlenförmig ausgreifenden, winkelförmigen Stützarmen, | 194517960416 |
|      | Kirche St. Nikolaus                       | Nikolausweg 1 (Karte)       |           | Geschützt nach § 12 DSchG |              |
|      | Pfarrhaus                                 | Nikolausweg 1 (Karte)       |           | Geschützt nach § 12 DSchG |              |
|      | Rathaus                                   | Rathausplatz 1 (Karte)      |           | Geschützt nach § 2 DSchG |              |
|      | Wohnhaus                                  | Thingoldstraße 9 (Karte)    |           | [ 6 ] |              |
|      |                                           | Zur Mühle 13 (Karte)        |           | Geschützt nach § 2 DSchG |              |
|      |                                           | Zur Schifflände 1 (Karte)   |           | Geschützt nach § 2 DSchG |              |
|      |                                           | Zur Schifflände 6 (Karte)   |           | Geschützt nach § 2 DSchG |              |

### Egg
| Bild | Bezeichnung   | Lage                | Datierung | Beschreibung                                                                            | ID           |
| ---- | ------------- | ------------------- | --------- | --------------------------------------------------------------------------------------- | ------------ |
|      | Wohnstallhaus | Bachgasse 1 (Karte) |           | Nördlicher Wohnteil 1695/96 (d), Scheune und Stall vermutlich 1704, Umbauten im 19. Jh. | 148494484312 |

### Litzelstetten
| Bild | Bezeichnung                                   | Lage                                       | Datierung | Beschreibung                                     | ID |
| ---- | --------------------------------------------- | ------------------------------------------ | --------- | ------------------------------------------------ | -- |
|      | Ehemals Rat- und Schulhaus                    | Großherzog-Friedrich-Straße 10/12 (Karte)  |           | Geschützt nach § 2 DSchG                         |    |
|      | Badehäuschen                                  | Im Tiergarten 15                           |           | Geschützt nach § 2 DSchG                         |    |
|      | Komtureiturm                                  | Insel Mainau (Karte)                       |           | vermutlich 13.-14. Jh. Geschützt nach § 12 DSchG | BW |
|      | Schlosskirche St. Marien                      | Insel Mainau (Karte)                       |           | Geschützt nach § 12 DSchG                        | BW |
|      | Schloss Mainau, ehemals Deutschordenskommende | Insel Mainau (Karte)                       |           | Geschützt nach § 12 DSchG                        | BW |
|      | Traufgesims am Schloss Mainau                 | Insel Mainau (Karte)                       |           | Geschützt nach § 12 DSchG                        | BW |
|      | Festungsmauer                                 | Insel Mainau (Karte)                       |           | Geschützt nach § 12 DSchG                        | BW |
|      |                                               | Komturweg 6 (Karte)                        |           | Geschützt nach § 2 DSchG                         |    |
|      |                                               | Komturweg 8 (Karte)                        |           | Geschützt nach § 2 DSchG                         |    |
|      | Wegkapelle                                    | Martin-Schleyer-Straße, Lgb./Parz.-Nr. 194 |           | Geschützt nach § 2 DSchG                         |    |
|      |                                               | Martin-Schleyer-Straße 8/10 (Karte)        |           | Geschützt nach § 2 DSchG                         | BW |
|      | Ehemaliges Kloster St. Katharina              | St.-Katharina 1 (Karte)                    |           | [ 14 ]                                           | BW |

### Oberndorf
| Bild | Bezeichnung            | Lage             | Datierung | Beschreibung             | ID |
| ---- | ---------------------- | ---------------- | --------- | ------------------------ | -- |
|      | Kapelle Heiliges Kreuz | Bagnastosteig 18 |           | Geschützt nach § 2 DSchG |    |

### Petershausen
| Bild           | Bezeichnung                        | Lage                           | Datierung | Beschreibung               | ID           |
| -------------- | ---------------------------------- | ------------------------------ | --------- | -------------------------- | ------------ |
|                | Wohnhaus                           | Conrad-Gröber-Straße 6 (Karte) |           | 1907, Architekt Hans Dahme | BW           |
|                | Badehaus Rosenau                   | Eichhornstraße 56 (Karte)      |           | [ 16 ]                     | BW           |
|                | Villa Baader, heute Villa Tauscher | Mainaustraße 26 (Karte)        |           | [ 17 ]                     |              |
|                | Wohnhaus                           | Glärnischstraße 1 (Karte)      |           | [ 18 ]                     | BW           |
|                | Ehemaliges Lusthaus                | Otto-Adam-Straße 5 (Karte)     |           | [ 19 ]                     | BW           |
|                | Villa Bantlin                      | Reichenaustraße 13 (Karte)     |           | Geschützt nach § 2 DSchG   | BW           |
|                | Industriedenkmal Rieterwerke       | Schneckenburgstraße 11 (Karte) |           | [ 21 ]                     |              |
|                | Wohnhaus                           | Seestraße 5 (Karte)            |           | [ 22 ]                     |              |
|                | Wohnhaus                           | Seestraße 11 (Karte)           |           | [ 23 ]                     | 210484220619 |
|                | Villa Prym                         | Seestraße 33 (Karte)           |           | [ 24 ]                     | 183850505419 |
| Weitere Bilder | Hauptfriedhof und Trauerhalle      | Wollmattingerstraße 56 (Karte) |           | [ 25 ]                     |              |

### Industriegebiet / Stromeyersdorf
| Bild           | Bezeichnung                                              | Lage                     | Datierung | Beschreibung | ID |
| -------------- | -------------------------------------------------------- | ------------------------ | --------- | --- | -- |
| Weitere Bilder | Wasserturm mit Benzinhaus der ehem. Zeltfabrik Stromeyer | Turmstraße 30/32 (Karte) |           | 1910-11 Errichtung des Wasserturmes, 2010 Sanierung des Turms und der Blechkuppel. Aus der Zeit um 2010 stammt auch der westlich an den Turm gebaute Aufzugsturm mit Verbindungsemporen. |    |

### Wallhausen
| Bild | Bezeichnung                             | Lage                                    | Datierung | Beschreibung                         | ID |
| ---- | --------------------------------------- | --------------------------------------- | --------- | ------------------------------------ | -- |
|      | Burghof                                 | Burghof                                 |           | Geschützt nach § 12 DSchG            |    |
|      | Wallhauser Hof                          | Heinrich-von-Tettingen-Straße 8 (Karte) |           | Geschützt nach § 2 DSchG             |    |
|      | Sankt-Leonhard-Kapelle                  | Sankt-Leonhard-Weg (Karte)              |           | Geschützt nach § 2 DSchG             | BW |
|      | Wappen des ehemaligen Mainauischen Hofs | Uferstraße 18 (Karte)                   |           | Geschützt nach §§ 2 (Sachteil) DSchG | BW |

### Wollmatingen
| Bild | Bezeichnung                                                                      | Lage                       | Datierung | Beschreibung | ID |
| ---- | -------------------------------------------------------------------------------- | -------------------------- | --------- | ------------ | -- |
|      | Sachgesamtheit Heil- und Pflegeanstalt (heute Psychiatrisches Landeskrankenhaus) | Bleichenweg 3 (Karte)      |           | [ 27 ]       | BW |
|      | Sachgesamtheit Heil- und Pflegeanstalt (heute Psychiatrisches Landeskrankenhaus) | Bleichenweg 4 (Karte)      |           | [ 27 ]       | BW |
|      | Sachgesamtheit Heil- und Pflegeanstalt (heute Psychiatrisches Landeskrankenhaus) | Bleichenweg 5 (Karte)      |           | [ 27 ]       | BW |
|      | Sachgesamtheit Heil- und Pflegeanstalt (heute Psychiatrisches Landeskrankenhaus) | Bleichenweg 6 (Karte)      |           | [ 27 ]       | BW |
|      | Sachgesamtheit Heil- und Pflegeanstalt (heute Psychiatrisches Landeskrankenhaus) | Feursteinstraße 21 (Karte) |           | [ 27 ]       | BW |
|      | Sachgesamtheit Heil- und Pflegeanstalt (heute Psychiatrisches Landeskrankenhaus) | Feursteinstraße 23 (Karte) |           | [ 27 ]       | BW |
|      | Sachgesamtheit Heil- und Pflegeanstalt (heute Psychiatrisches Landeskrankenhaus) | Feursteinstraße 25 (Karte) |           | [ 27 ]       | BW |
|      | Sachgesamtheit Heil- und Pflegeanstalt (heute Psychiatrisches Landeskrankenhaus) | Feursteinstraße 27 (Karte) |           | [ 27 ]       | BW |
|      | Sachgesamtheit Heil- und Pflegeanstalt (heute Psychiatrisches Landeskrankenhaus) | Feursteinstraße 29 (Karte) |           | [ 27 ]       | BW |
|      | Sachgesamtheit Heil- und Pflegeanstalt (heute Psychiatrisches Landeskrankenhaus) | Feursteinstraße 31 (Karte) |           | [ 27 ]       | BW |
|      | Sachgesamtheit Heil- und Pflegeanstalt (heute Psychiatrisches Landeskrankenhaus) | Feursteinstraße 33 (Karte) |           | [ 27 ]       | BW |
|      | Sachgesamtheit Heil- und Pflegeanstalt (heute Psychiatrisches Landeskrankenhaus) | Feursteinstraße 35 (Karte) |           | [ 27 ]       | BW |